# Chicago (1927)
Chicago ist eine US-amerikanische Krimikomödie aus dem Jahr 1927 von Frank Urson mit Phyllis Haver und Victor Varconi in den Hauptrollen. Der Stummfilm basiert auf dem gleichnamigen Bühnenstück von Maurine Watkin.

## Handlung
Amos Hart, Besitzer eines Zigarrenstands in Chicago und Ehemann der gedankenlosen, egozentrischen Roxie, hält sie für das wunderbarste Mädchen der Welt. Der lockere Amos weiß nicht, dass Roxie eine Affäre mit einem seiner Kunden, dem Autoverkäufer Rodney Casley, hat. Zwischen Casley und Roxie kommt es zum Streit wegen ihrer Verschwendungssucht. Er sagt ihr, dass es zwischen ihnen vorbei ist und wirft sie grob zu Boden, als sie ihn anfleht, sie nicht zu verlassen. Als er aus der Wohnungstür der Harts geht, nimmt Roxie Amos‘ Waffe und schießt auf Casley. Die Kugel durchdringt die Tür und trifft ihn tödlich. In Panik ruft Roxie Amos an und erzählt ihm, dass sie einen Einbrecher erschossen habe. 
Als die Polizei eintrifft, versucht Amos, Roxie zu beschützen, obwohl er eines von Roxies Strumpfbändern in Casleys Tasche gefunden hat, und unterschreibt ein Geständnis, in dem er sagt, dass er Casley getötet hat. Der Bezirksstaatsanwalt trennt das Paar zum Verhör. Er täuscht Roxie, indem er lügt, Amos habe ihr die Schuld gegeben, woraufhin sie sich in einem Wutanfall selbst belastet. Als die Polizei Roxie abführt, versichert ihr ein Reporter, dass sie mit ihrem Aussehen straflos davonkommen könne, und verspricht, dabei zu helfen, ihren Fall bekannt zu machen. Bald liest ganz Chicago über die glamouröse Roxie. Der leidgeprüfte Amos engagiert bald den berühmten Anwalt William Flynn, um sie zu verteidigen, aber als er nur 2.500 Dollar von Flynns 5.000 Dollar Honorar aufbringen kann, schleicht sich Amos in Flynns Haus und stiehlt eine große Menge Bargeld aus Flynns geheimem Versteck. Obwohl er nach einer Begegnung mit Flynns Butler davonkommt, lässt er versehentlich eine billige Taschenuhr zurück, die er als Ersatz für eine goldene Uhr gekauft hatte, die er verpfänden musste, um Geld für Roxies Verteidigung aufzutreiben.
Flynn ist misstrauisch, als Amos am nächsten Tag den Rest seines Honorars bezahlt. Allerdings kann er nicht beweisen, dass Amos der Dieb ist. Als Roxies Prozess beginnt, ist ihr Fall das Gesprächsthema in Chicago und zieht Hunderte von Zuschauern ins Gerichtsgebäude. Unter Flynns Anleitung täuscht Roxie Unschuld und Tugend vor und zieht mit ihren blonden Locken und hochgesteckten Röcken die Blicke der ausschließlich aus Männern bestehenden Jury auf sich. Trotz der frustrierten Versuche des Bezirksstaatsanwalts, den Fall anhand der Beweise entscheiden zu lassen, überzeugen Flynns leidenschaftliche Plädoyers und Roxies dramatische Art die Jury, sie freizusprechen. Als das Urteil gefällt wird, sonnt sich Roxie in der Aufmerksamkeit, bis eine andere Frau das Rampenlicht auf sich zieht, als sie einen Mann im Gerichtsgebäude erschießt.
Als Roxie und Amos nach Hause kommen, werden sie von zwei Polizeidetektiven begrüßt, die nach Flynns gestohlenem Geld gesucht haben. Amos weiß nicht, dass Katie, ein gutmütiges Dienstmädchen, das Geld in einem zerbrochenen Blumentopf gefunden und versteckt hat. Als die Detektive verlangen, die Taschenuhr zu sehen, die Amos gekauft hat, das gleiche Modell wie das, das der Dieb bei Flynn zurückgelassen hat, belauscht Katie sie und betritt die Wohnung mit einer ähnlichen Uhr, die sie mit Coupons gekauft hat, die Amos ihr kurz zuvor gegeben hatte. Da es keine Beweise gibt, die Amos mit dem Verbrechen in Verbindung bringen, gehen die Detektive, woraufhin Katie ihm das Geld gibt, das sie gefunden hat. Nachdem Katie gegangen ist, versucht Roxie, das Geld zu nehmen, aber Amos setzt sich schließlich durch und wirft das Geld in den brennenden Kamin und sagt, es sei unreines Geld, das Flynn verwendet, um schuldige Männer vor dem Galgen zu bewahren. Als das Geld vollständig verbrannt ist, wirft Amos Roxie aus der Wohnung, woraufhin er viele ihrer Sachen zerstört, darunter auch ihr gerahmtes Bild. Auf der verregneten Straße wird Roxie ernüchtert, als sie sieht, wie eine Zeitung mit der Schlagzeile über ihren Freispruch von Passanten zertrampelt wird, bis sie schließlich in die Gosse gekehrt wird. Sie geht allein im Regen davon, gerade als Katie zu Amos geht und liebevoll beginnt, seine Wohnung aufzuräumen.

## Hintergrund
Gedreht wurde der Film vom 20. September bis zum 10. November 1927 in den Culver-Studios in Culver City.
Laut Produktionsunterlagen in der Cecil-B.-DeMille-Sammlung in der Bibliothek der Brigham Young University ist Frank Urson am ersten Drehtag als Regisseur aufgeführt. DeMille ist am siebten Produktionstag als Regisseur aufgeführt und führte auch an elf Tagen bei den Nachdreharbeiten Regie.
Dieser Film wurde 2006 vom Film- und TV-Archiv University of California, Los Angeles anhand der persönlichen Nitrokopie von Cecil B. DeMille restauriert. Die restaurierte Version ist etwas länger als die allgemein freigegebene Version.
Dokumente in der Sammlung der Bibliothek der Academy of Motion Picture Arts and Sciences bestätigen, dass die Zensurbehörde Einwände gegen die obszönen Ausdrücke in den Untertiteln des Films und gegen die übermäßige Darstellung von „Mädchenbeinen“ hatte. Obwohl einige Auslassungen vorgeschlagen wurden, wurde das anstößige Material in der gezeigten Kopie beibehalten. Briefe in der Dokumenten deuten darauf hin, dass mehrere Bundesstaaten einige Szenen vor der Vorführung entfernten und die kanadischen Provinzen Alberta und Nova Scotia den Film als „einen Film mit niedriger Moral“ ablehnten.
Mitchell Leisen oblag die künstlerische Leitung. Ray Moyer war für das Szenenbild zuständig, Gilbert Adrian für die Kostüme. 
1942 produzierte 20th Century Fox mit Roxie Hart eine Neuverfilmung unter der Regie von William A. Wellman. Bob Fosse adaptierte 1975 das Bühnenstück zu einem Musical, das 2002 von Rob Marshall verfilmt wurde.

## Veröffentlichung
Die Premiere des Films fand am 23. Dezember 1927 in New York statt. 1928 kam er im Deutschen Reich und in Österreich in die Kinos.

## Kritiken
Der Filmkritiken-Aggregator Rotten Tomatoes hat in einer Auswertung ein Publikumsergebnis von 80 Prozent positiver Bewertungen ermittelt.
Mordaunt Hall von der The New York Times bescheinigte Phyllis Haver eine erstaunlich gute Darbietung. Sie bringe in der Mischung von Tragödie und Komödie eine höchst unterhaltsame Leistung. Der Film behandele zwar nur oberflächlich Prozesse und Geschworene, aber es stecke durchweg ein Element Wahrheit in der Handlung, genau wie im Theaterstück. Es sei eine Produktion, die das Beste aus der misslichen Lage einer Frau mache, die im Eifer des Zorns eine Pistole abgefeuert hat.